# Opa-locka
Opa-locka è un comune degli Stati Uniti d'America situato nella parte settentrionale della Contea di Miami-Dade dello Stato della Florida.
Secondo le stime del 2011, la città ha una popolazione di 15.579 abitanti su una superficie di 11,60 km².

## Storia
La città si sviluppò grazie a Glenn Curtiss. Lo sviluppo ebbe luogo sul tema One Thousand and One Nights; Opa-locka ha la più grande collezione di architettura neomoresca nell'Emisfero occidentale, e vie con nomi quali Sabur Lane, Sultan Avenue, Ali Baba Avenue, Perviz Avenue e Sesame Street.
Il nome Opa-locka è un'abbreviazione del nome Seminole pronunciato Opa-tisha-wocka-locka (o Opatishawockalocka), che significa "collinetta in legno" o "collinetta alta, secca".